# Protesilao
Protesilao (in greco antico: Πρωτεσίλᾱος?, Prōtesìlāos) o Iolao è un personaggio della mitologia greca.
Principe di Tessaglia, discendeva da Minia il re d'Orcomeno che a sua volta discendeva da Poseidone, crebbe e regnò su Filace.

## Genealogia
Figlio di Ificlo o di Filaco e di Diomedea o Astioche.
Esiodo scrive che era figlio di Attore.

## Mitologia
Il padre (Ificlo) lo generò una volta guarito dall'impotenza e Protesilao era uno dei capi achei che accompagnarono gli eserciti di Agamennone e Menelao nella guerra di Troia.
Protesilao era uno dei pretendenti di Elena ed era innamorato della bella Laodamia, figlia di Acasto re di Iolco. Sulle prime il re non concesse la mano della figlia a Protesilao poiché il regno di Filace era molto piccolo e poco potente, ma alla fine acconsentì al matrimonio a causa dello scoppio della guerra di Troia.
Nel matrimonio tra Elena e Menelao tutti i re della Grecia avevano giurato che se qualcosa avesse interferito con l'unione tra i due, questi sarebbero dovuti intervenire ed Acasto, non volendo partire per Troia decise di far sposare velocemente la figlia con il giovane Protesilao cogliendo l'opportunità di farlo partire al suo posto.
Protesilao, dopo aver passato una sola notte con la neo sposa dovette partire conducendo quaranta navi con sé a Troia, ma ebbe la sfortuna di trovarsi nella stessa nave del grande eroe Achille. Prima della partenza per Troia però, un oracolo aveva profetizzato che il primo greco a toccare terra scendendo dalla nave, sarebbe stato anche il primo a morire ed Achille vedendo che nessuno degli achei si faceva avanti decise di lanciarsi nel suolo troiano ma Teti, sua madre, lo fermò con una mano e con l'altra spinse Protesilao che fu il primo a mettervi piede: "Il primo uomo che osò sbarcare quando la flotta greca toccò la Troade", ed a venire ucciso da Ettore figlio di Priamo, il re di Troia. Su questo punto comunque, le fonti discordano e secondo alcuni l'uccisore sarebbe stato Euforbo oppure Acate od anche Cicno; la sua morte non è raccontata nell'Iliade, in cui comunque si fa un cenno.
Dopo la morte di Protesilao il fratello Podarce entrò in guerra al suo posto.
Una volta sceso negli inferi Protesilao implorò Ade e Persefone di poter rivedere ancora una volta la sposa e così i due dèi, infastiditi e un po' commossi, gli concessero un ultimo giorno di vita conducendolo fuori dall'Ade. Laodamia vedendo il marito far ritorno quasi impazzì dalla gioia ma Protesilao le spiegò che generosamente i sovrani dell'Ade gli avevano concesso un ultimo giorno e che avendo poco tempo egli aveva intenzione di passarlo a fare l'amore con lei.
Venne poi il momento del distacco e Laodamia decise di realizzare una statua con le fattezze del marito in modo da poterla abbracciare e dormire con lei.
Acasto, nei giorni successivi, notando l'assenza della figlia, mandò un suo servo a spiarla ed il servo riferì al re che sua figlia stava tutto il giorno chiusa nella sua camera ad amoreggiare con una statua e Acasto, per il bene della figlia, decise di far sciogliere la statua nell'olio bollente, così Laodamia mentre la statua si scioglieva si gettò nel calderone ricongiungendosi così all'amato.
Secondo una leggenda egli non avrebbe compiuto i riti sacrificali prima della costruzione della sua casa nuziale perdendo così la protezione divina dopo il matrimonio.
Il suo nome contiene l'aggettivo Protos che significa primo.

## Nell'arte
- Protesilao e Laodamia - Tragedia di Stanisław Wyspiański.